# 王希坚
王希坚（1918年—1995年），原名王憙坚。笔名有希坚、剑林等，男，山东诸城人，中国作家，中国作家协会理事，山东省文学艺术界联合会原副主席。

## 家庭
父王翔千，姐王辩，堂弟王愿坚。